# ال بونییو

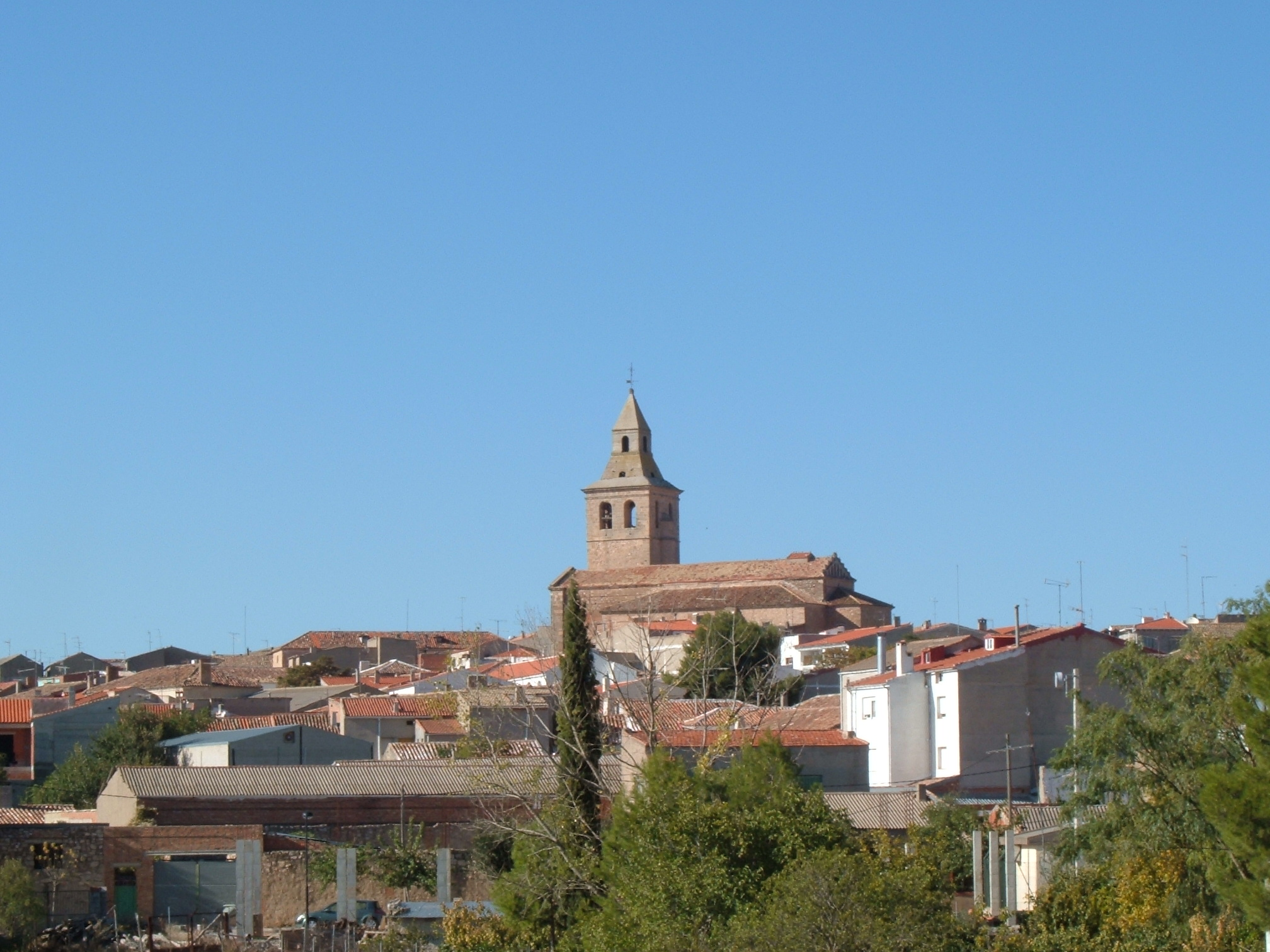
نمایی از ال بنییو، دهستانی در استان آلباستهٔ اسپانیا - ۲۰۰۸

ال بنییو دهستانی در استان آلباستهٔ اسپانیا است.
در این دهستان ۳۱۷۴ نفر زندگی می‌کنند. مساحت این دهستان ۵۰۲٫۸۱ کیلومتر مربع است.